# Drimia macrocentra
Drimia macrocentra là một loài thực vật có hoa trong họ Măng tây. Loài này được (Baker) Jessop mô tả khoa học đầu tiên năm 1977.